# Телат
Тела́т (фр. Teulat) — муніципалітет у Франції, у регіоні Окситанія, департамент Тарн. Населення — 477 осіб (01.01.2021).
Муніципалітет розташований на відстані близько 590 км на південь від Парижа, 21 км на схід від Тулузи, 50 км на південний захід від Альбі.

## Історія
До 2015 року муніципалітет перебував у складі регіону Південь-Піренеї. Від 1 січня 2016 року належить до нового об'єднаного регіону Окситанія.

## Демографія
Динаміка населення (INSEE ):
Розподіл населення за віком та статтю (2006):
| Стать | Всього | До 15 років | 15-24 | 25-44 | 45-64 | 65-85 | Понад 85 |
| --- | ------ | ----------- | ----- | ----- | ----- | ----- | -------- |
| Чоловіки | 242    | 78          | 16    | 68    | 52    | 28    | 0        |
| Жінки | 188    | 40          | 4     | 68    | 44    | 28    | 4        |
| \| Статево-вікова піраміда \| Статево-вікова піраміда \| Статево-вікова піраміда \| \| ----------------------- \| ----------------------- \| ----------------------- \| \| Чоловіки \| Вік \| Жінки \| \| 0 \| 85 + \| 4 \| \| 16 \| 80-84 \| 4 \| \| 4 \| 75-79 \| 12 \| \| 8 \| 70-74 \| 8 \| \| 0 \| 65-69 \| 4 \| \| 12 \| 60-64 \| 20 \| \| 12 \| 55-59 \| 0 \| \| 20 \| 50-54 \| 12 \| \| 8 \| 45-49 \| 12 \| \| 20 \| 40-44 \| 16 \| \| 20 \| 35-39 \| 24 \| \| 12 \| 30-34 \| 20 \| \| 16 \| 25-29 \| 8 \| \| 4 \| 20-24 \| 0 \| \| 12 \| 15-20 \| 4 \| \| 29 \| 10-14 \| 4 \| \| 16 \| 5-9 \| 12 \| \| 33 \| 0-4 \| 24 \| |        |             |       |       |       |       |          |
| Статево-вікова піраміда |        |             |       |       |       |       |          |
| Чоловіки | Вік    | Жінки       |       |       |       |       |          |
| 0 | 85 +   | 4           |       |       |       |       |          |
| 16 | 80-84  | 4           |       |       |       |       |          |
| 4 | 75-79  | 12          |       |       |       |       |          |
| 8 | 70-74  | 8           |       |       |       |       |          |
| 0 | 65-69  | 4           |       |       |       |       |          |
| 12 | 60-64  | 20          |       |       |       |       |          |
| 12 | 55-59  | 0           |       |       |       |       |          |
| 20 | 50-54  | 12          |       |       |       |       |          |
| 8 | 45-49  | 12          |       |       |       |       |          |
| 20 | 40-44  | 16          |       |       |       |       |          |
| 20 | 35-39  | 24          |       |       |       |       |          |
| 12 | 30-34  | 20          |       |       |       |       |          |
| 16 | 25-29  | 8           |       |       |       |       |          |
| 4 | 20-24  | 0           |       |       |       |       |          |
| 12 | 15-20  | 4           |       |       |       |       |          |
| 29 | 10-14  | 4           |       |       |       |       |          |
| 16 | 5-9    | 12          |       |       |       |       |          |
| 33 | 0-4    | 24          |       |       |       |       |          |

## Економіка
У 2007 році серед 279 осіб у працездатному віці (15-64 років) 217 були активні, 62 — неактивні (показник активності 77,8%, у 1999 році було 78,2%). З 217 активних працювала 201 особа (108 чоловіків та 93 жінки), безробітних було 16 (7 чоловіків та 9 жінок). Серед 62 неактивних 22 особи були учнями чи студентами, 14 — пенсіонерами, 26 були неактивними з інших причин.
У 2010 році в муніципалітеті числилось 172 оподатковані домогосподарства, у яких проживали 482,5 особи, медіана доходів виносила 21 783 євро на одного особоспоживача

## Пам'ятники Ратуша. Каплиця Святого Мартіна. Дзвіниця.

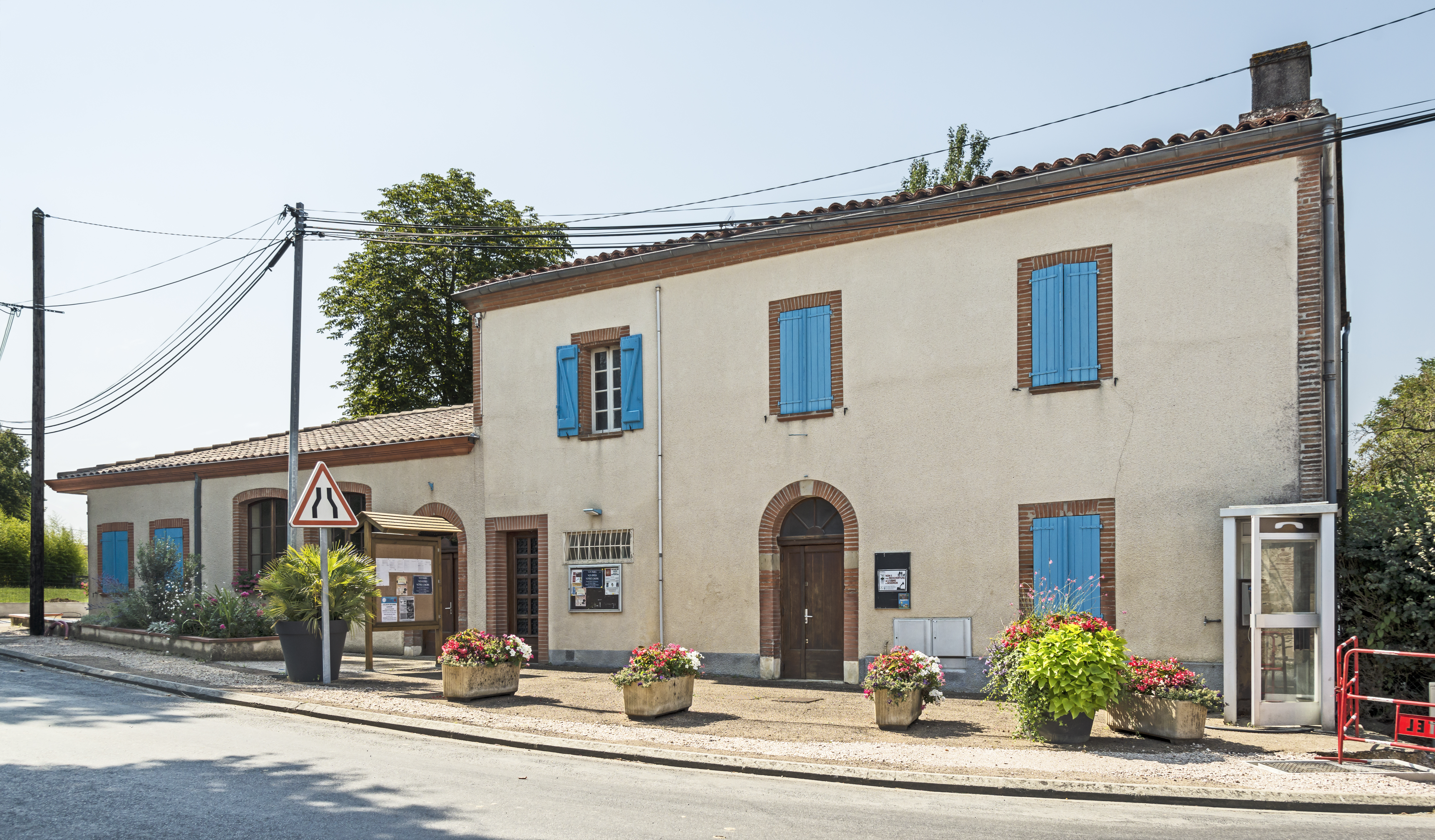
Ратуша.
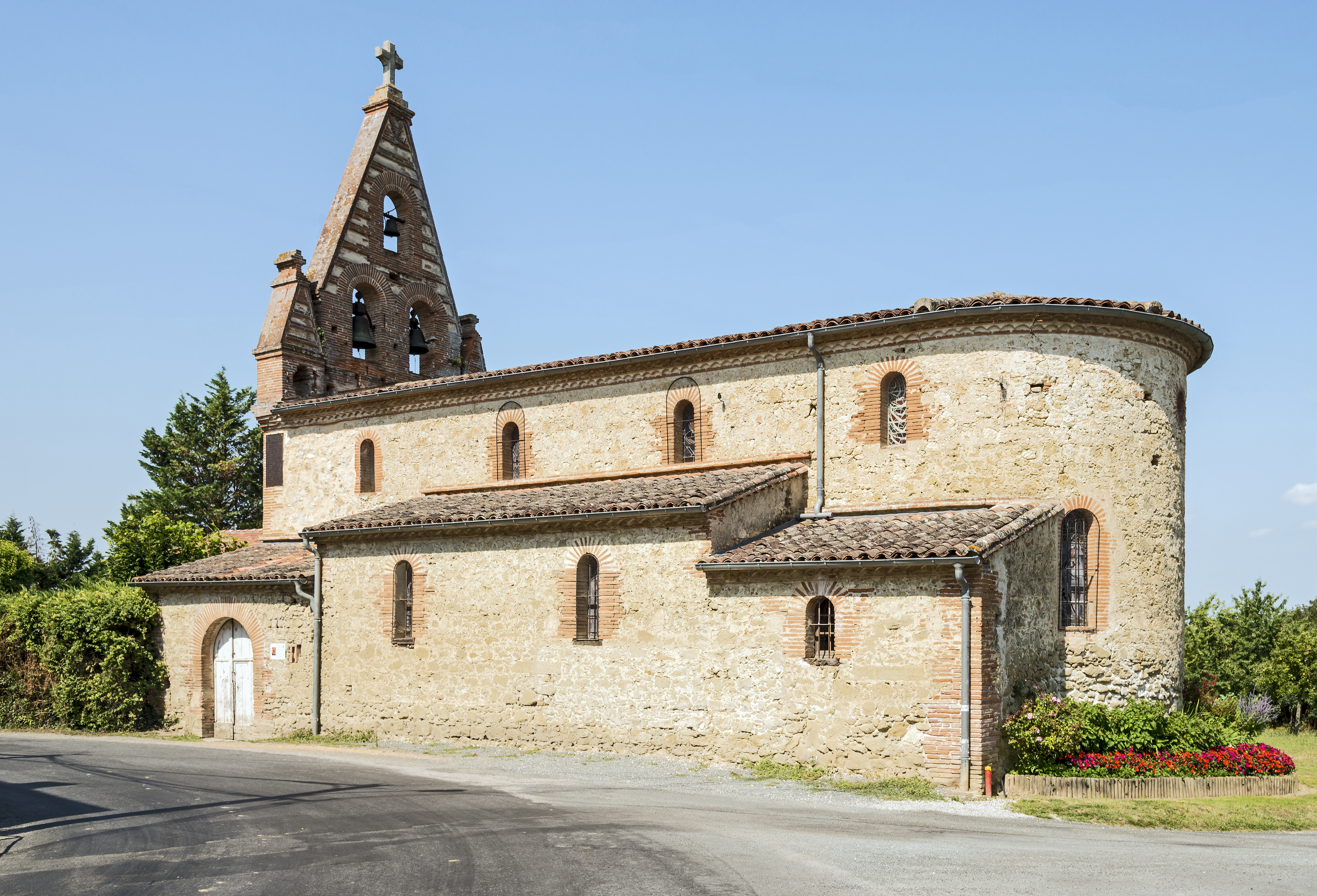
Каплиця Святого Мартіна.
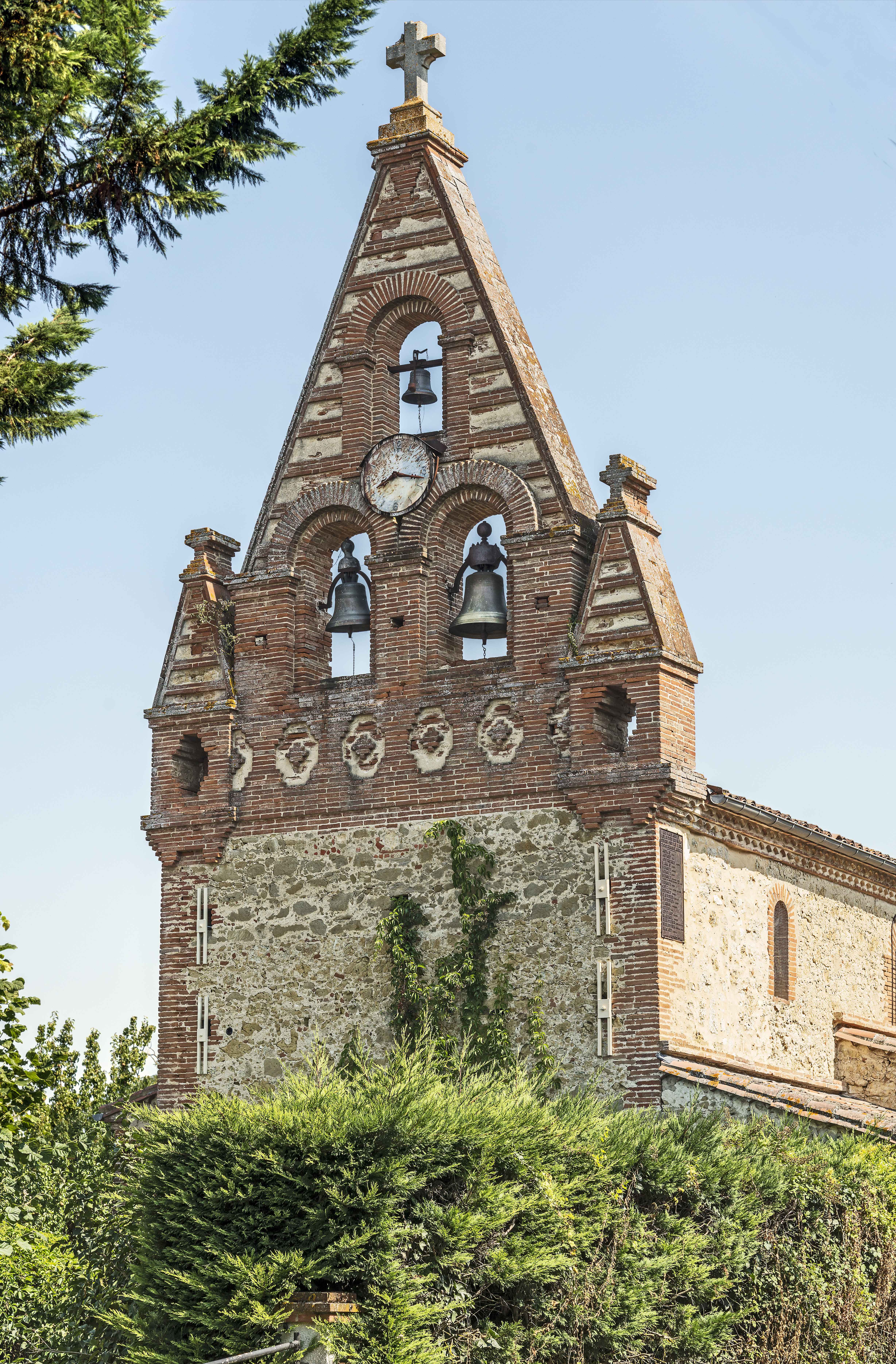
Дзвіниця.